# 中国跨境电商交易会
中国跨境电商交易会，是由中国商务部外贸发展事务局、福建省进出口商会、福建荟源国际展览有限公司主办，省商务厅、福州市人民政府指导的展会。

## 历史
2021年首次举办，举办地为福州市。
根据福州市政府有关部门2021年的介绍，跨交会将永久落户福州。